# Огайо (округ, Индиана)
Ога́йо (англ. Ohio County) — округ в США, штате Индиана. Официально образован 1844 года. По состоянию на 2013 год, численность населения составляла 6 128 человек. Получил своё наименование по названию реки Огайо.

## География
По данным Бюро переписи США, общая площадь округа равняется 226,4 км², из которых 223,1 км² суша и 3,3 км² или 1,48 % это водоёмы.

## Население
По данным переписи населения 2000 года в округе проживает 5 623 жителей в составе 2 201 домашних хозяйств и 1 586 семей. Плотность населения составляет 25,00 человек на км2. На территории округа насчитывается 2 424 жилых строений, при плотности застройки около 11,00-ти строений на км2. Расовый состав населения: белые — 98,70 %, афроамериканцы — 0,48 %, коренные американцы (индейцы) — 0,12 %, азиаты — 0,14 %, гавайцы — 0,02 %, представители других рас — 0,05 %, представители двух или более рас — 0,48 %. Испаноязычные составляли 0,44 % населения независимо от расы.
В составе 31,90 % из общего числа домашних хозяйств проживают дети в возрасте до 18 лет, 59,90 % домашних хозяйств представляют собой супружеские пары проживающие вместе, 8,50 % домашних хозяйств представляют собой одиноких женщин без супруга, 27,90 % домашних хозяйств не имеют отношения к семьям, 23,20 % домашних хозяйств состоят из одного человека, 10,20 % домашних хозяйств состоят из престарелых (65 лет и старше), проживающих в одиночестве. Средний размер домашнего хозяйства составляет 2,53 человека, и средний размер семьи 3,00 человека.
Возрастной состав округа: 24,80 % моложе 18 лет, 7,80 % от 18 до 24, 28,60 % от 25 до 44, 25,00 % от 45 до 64 и 25,00 % от 65 и старше. Средний возраст жителя округа 38 лет. На каждые 100 женщин приходится 97,00 мужчин. На каждые 100 женщин старше 18 лет приходится 96,20 мужчин.
Средний доход на домохозяйство в округе составлял 41 348 USD, на семью — 48 801 USD. Среднестатистический заработок мужчины был 37 297 USD против 25 242 USD для женщины. Доход на душу населения составлял 19 627 USD. Около 5,80 % семей и 7,10 % общего населения находились ниже черты бедности, в том числе — 7,50 % молодежи (тех, кому ещё не исполнилось 18 лет) и 11,40 % тех, кому было уже больше 65 лет.